# Holocompsa tolteca
Holocompsa tolteca är en kackerlacksart som beskrevs av Henri Saussure och Leo Zehntner 1894. Holocompsa tolteca ingår i släktet Holocompsa och familjen Polyphagidae. Inga underarter finns listade i Catalogue of Life.